# Zarbeling
Zarbeling è un comune francese di 67 abitanti situato nel dipartimento della Mosella nella regione del Grand Est.

## Società

### Evoluzione demografica
Abitanti censiti